# Őrbódé
Az őrbódé fedett beállóhely katonák, őrök számára, amelynek funkciója a benne posztoló személy megvédése az időjárás viszontagságaitól. Az őrbódék állhatnak laktanyákban, kormányzati és egyéb állami épületek előtt, vagy bármilyen helyen, ahol értéket tartanak, legyen az épület, telephely vagy más objektum. Modernebb őrbódékban közvetlen telefonvonal is található. Gyakran jelennek meg rajtuk az adott ország nemzeti színei, amennyiben állami funkciót ellátó épületeknél állnak. 
A magyar népnyelvben gyakran nevezték fakabátnak, faköpönyegnek ezeket az őrhelyeket, mert az őrbódé többnyire alig volt nagyobb, mint a benne posztoló rendőr, katona vagy ávós. Általában annyira szűk volt, hogy az őr csak állni tudott benne. A mai magyar szlengben főleg a rendőröket nevezik fakabátnak, függetlenül attól, hogy őrbódékban állnak vagy sem.
Nézek, nézek kifelé az ablakon,

Ott merengnek szemeim a silbakon,

Jár a faköpönyeg mellett föl s alá

Méltósággal, mint valami Kiskirály.

...

Poéta lett belőlem, csak Poéta...

Ott talán már káplár volnék Azóta.

(Petőfi Sándor)

## Őrbódék a világban

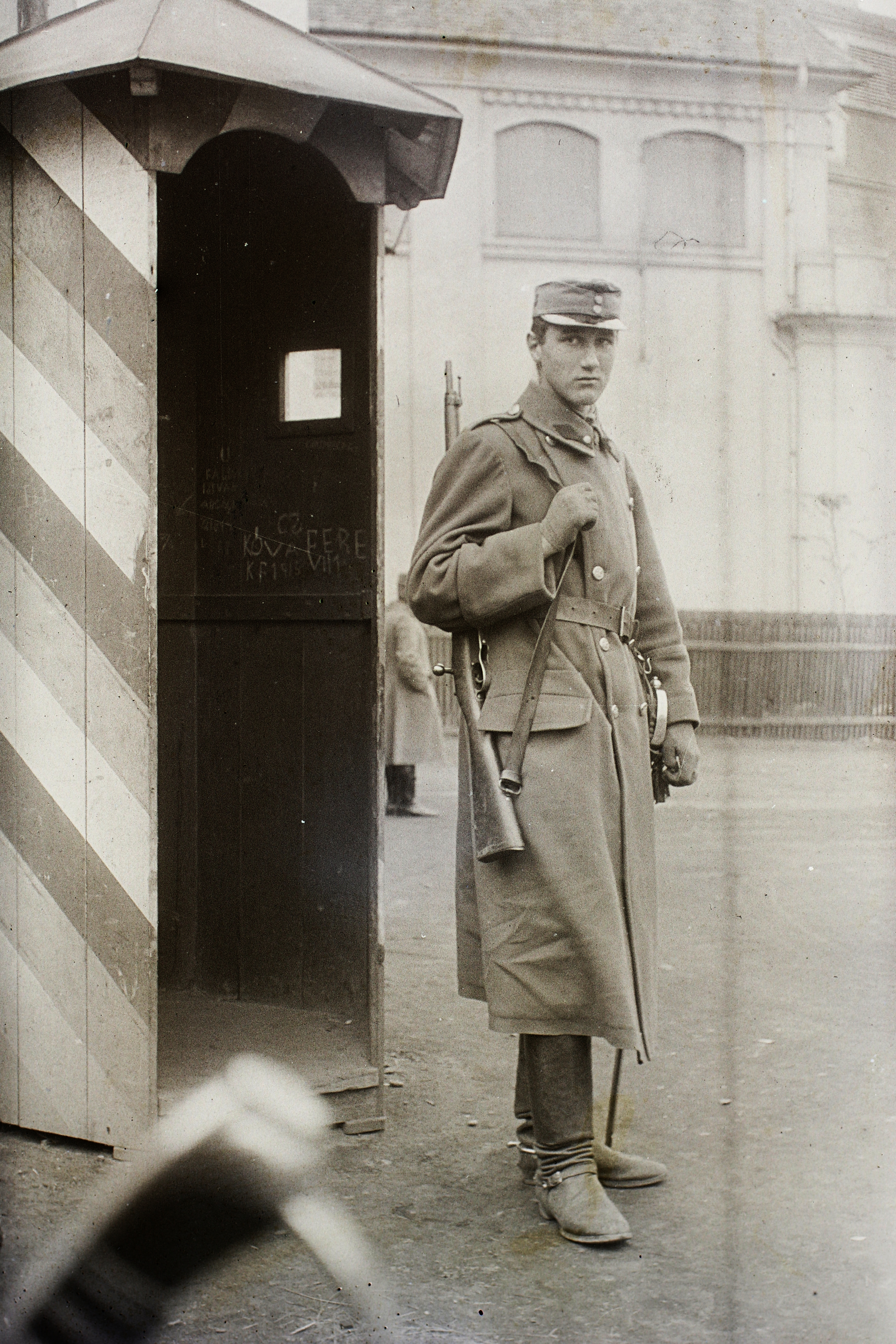
Magyarország
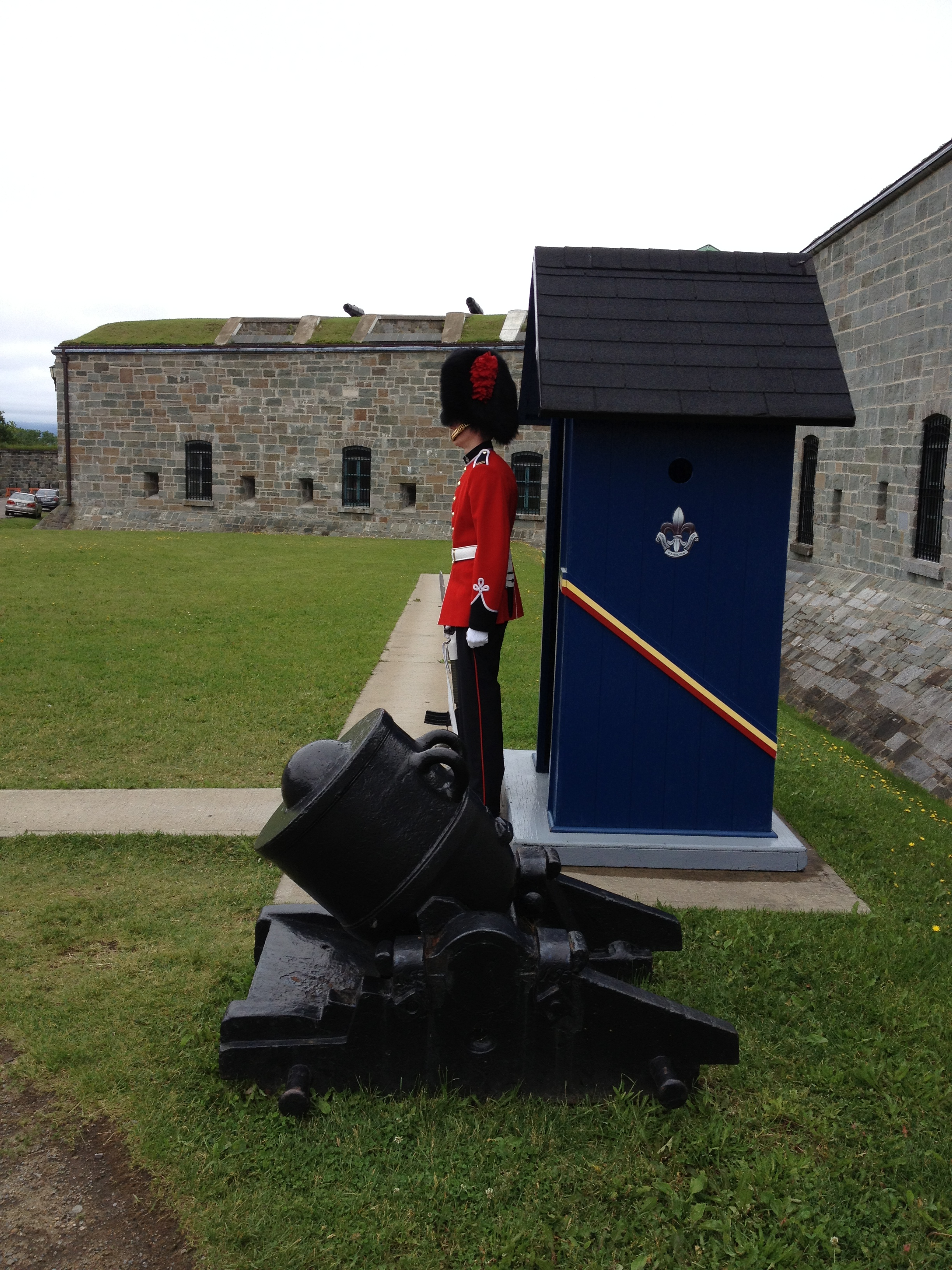
Kanada
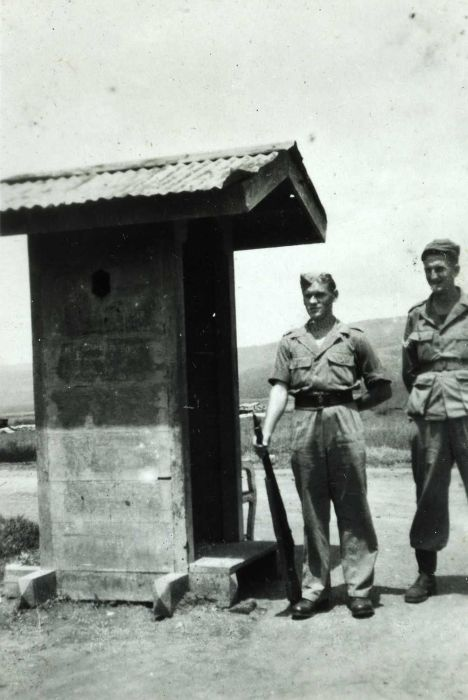
Hollandia
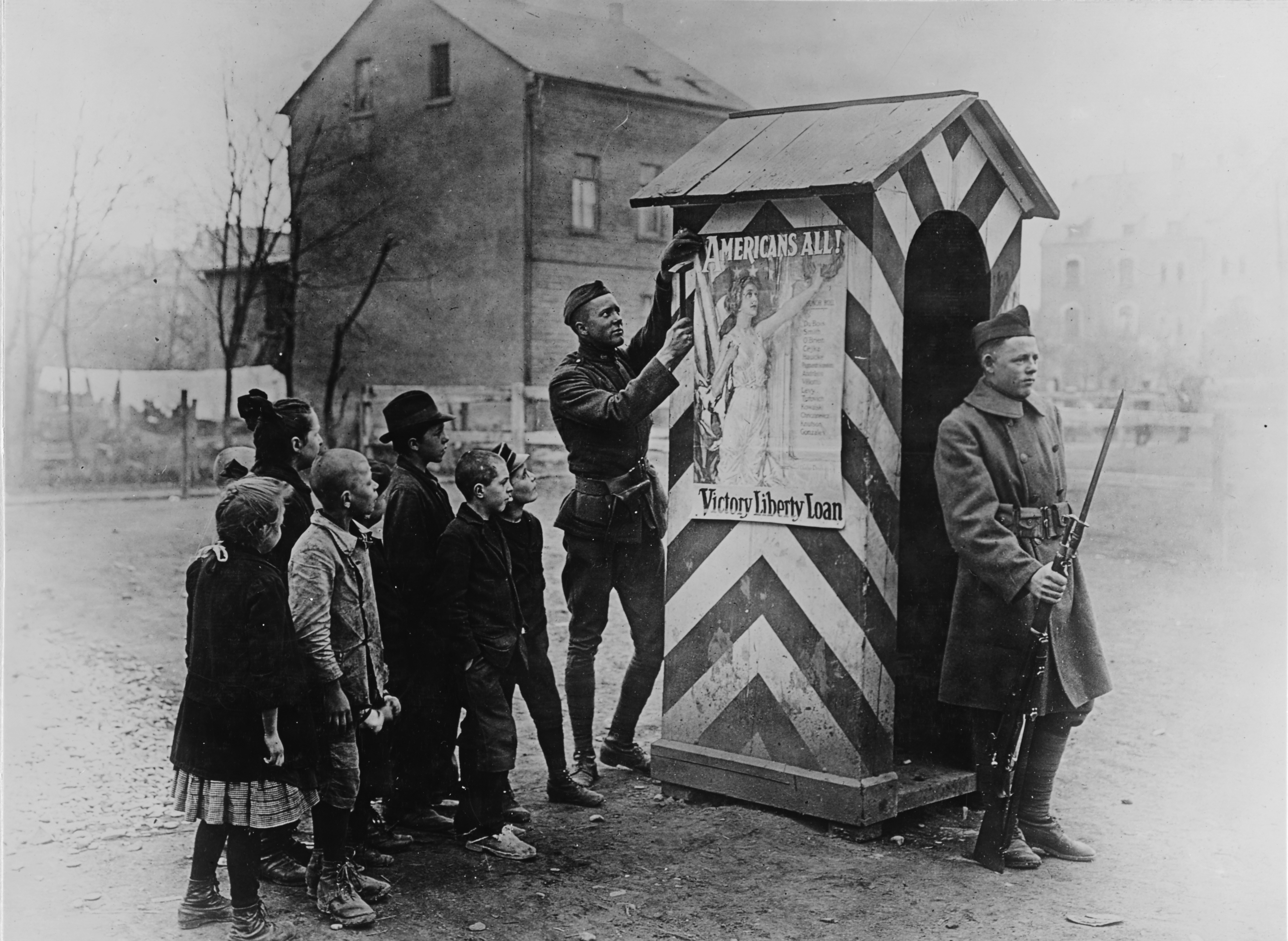
New York, Egyesült Államok
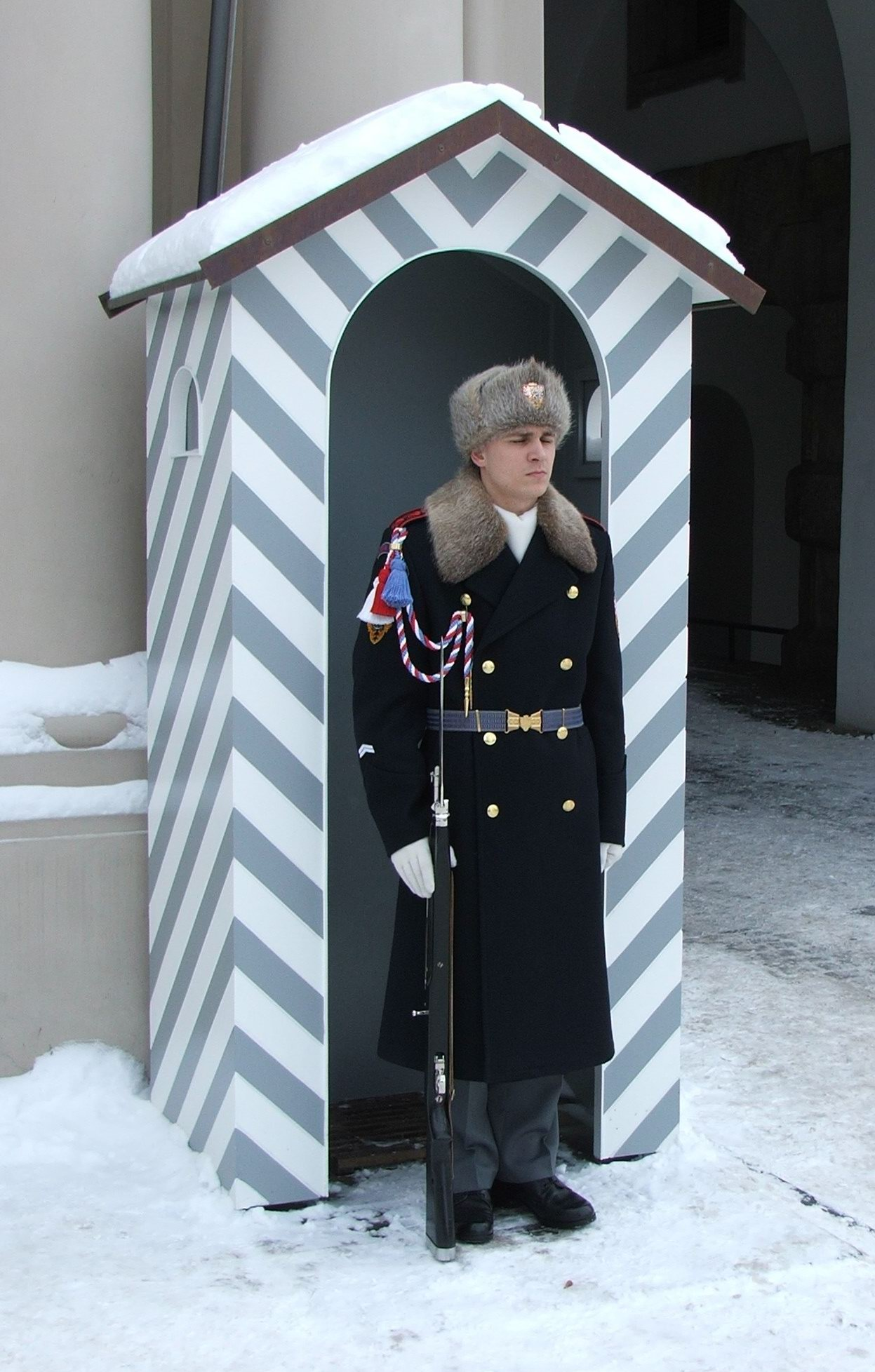
Prága, Csehország
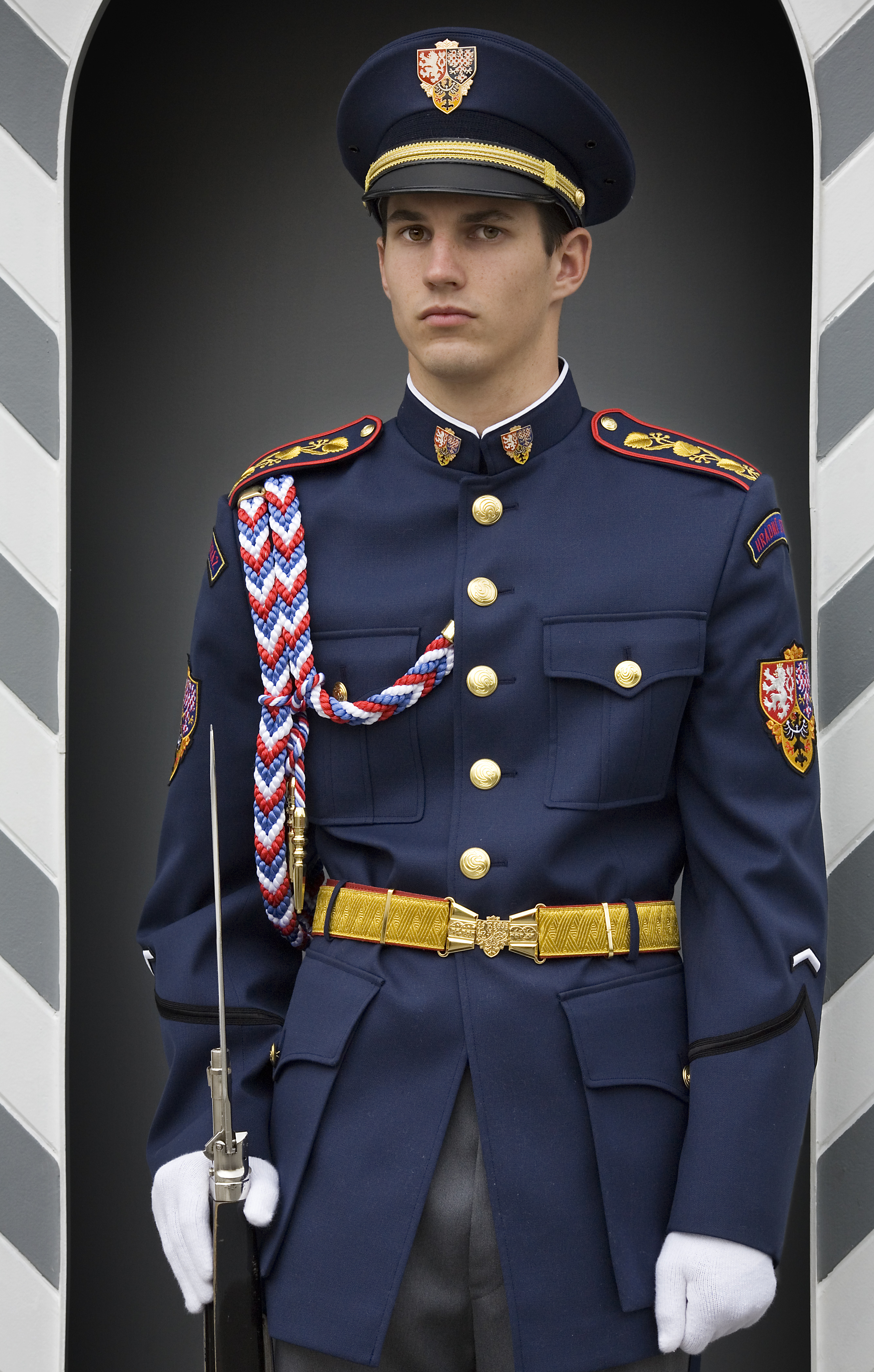
Prága, Csehország
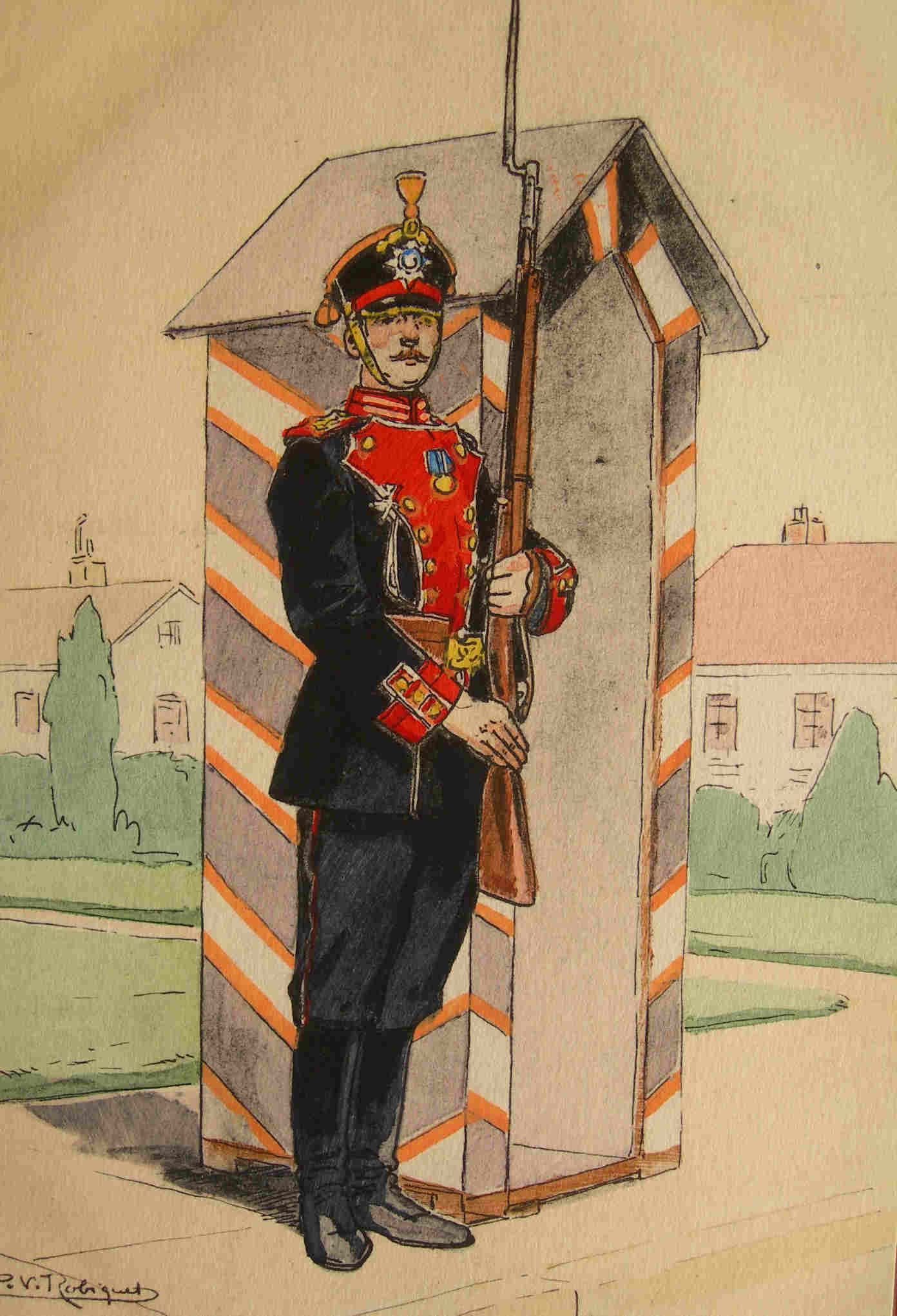
Oroszország
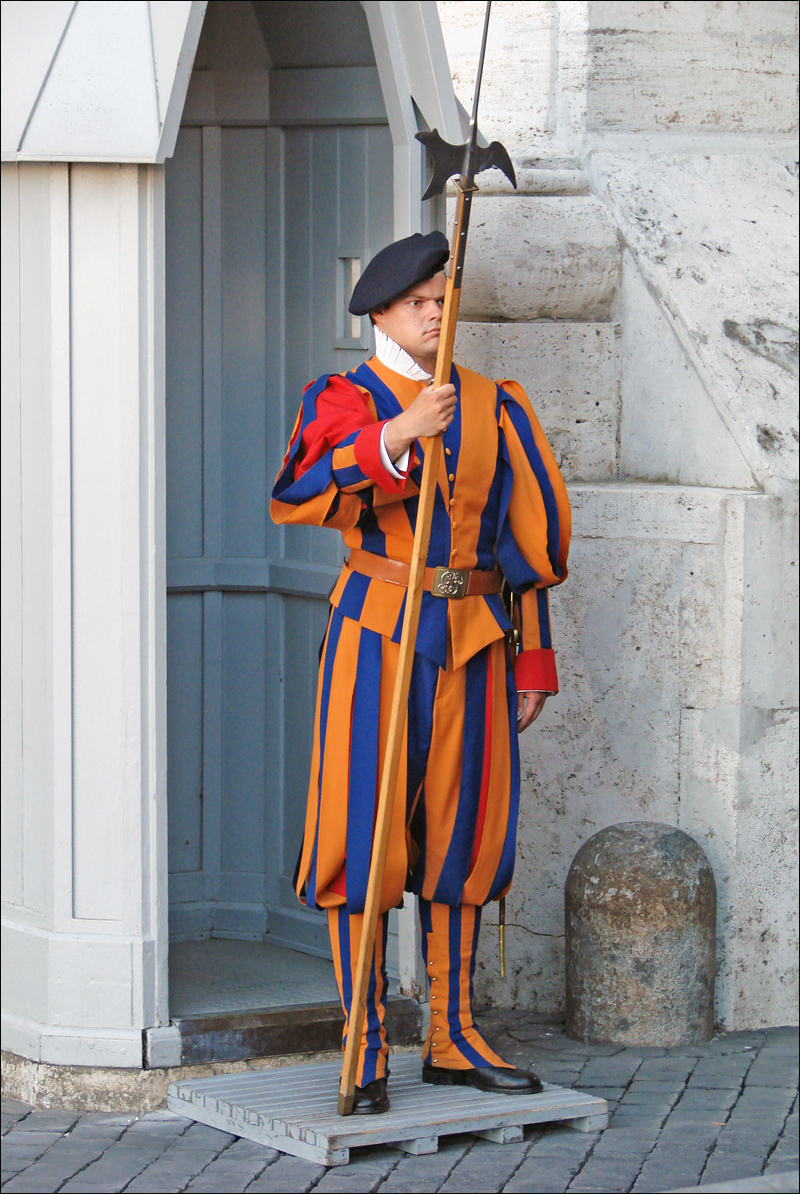
Vatikán